# Marie Brockmann-Jerosch
Marie Charlotte Brockmann-Jerosch (ur. 24 kwietnia 1877 w Lizbonie, zm. 14 listopada 1952 w Zurychu) – szwajcarska geolożka i botanik, znana z badań roślinności alpejskiej oraz z zakresu geobotaniki.

## Życiorys
Rodzina ze strony ojca pochodziła z Prus Wschodnich (ojciec urodził się w Braniewie), jej matka była Holenderką. Marie urodziła się w Lizbonie, gdzie jej ojciec Adolph Jerosch był konsulem i handlowcem. Ochrzczona została 16 sierpnia 1881 w Krynicy Morskiej, dokąd ojciec co roku zabierał rodzinę na wakacje. Na chrzcie zapisano w księdze parafialnej jej imiona: Maria Charlotta.
Marie Jerosch w wieku 19 lat wyjechała na studia z zakresu biologii do Zurychu. Tam podczas wycieczki z profesorem biologii Carlem Schroeterem do Rigi zafascynowała się botaniką. Po zdaniu egzaminu wstępnego studiowała w latach 1897–1901 na wydziale nauk przyrodniczych Szwajcarskiej Politechniki Federalnej (obecnie ETH Zurich). W latach 1902–1904 była asystentką profesora Alberta Heima. Doktorat uzyskała na Uniwersytecie w Zurychu w 1905 roku na podstawie pracy z zakresu geologii w rejonie góry Säntis. W tym samym roku wyszła za mąż za swojego kolegę ze studiów polskiego pochodzenia – Henryka Brockmanna, ówczesnego asystenta Carla Schroetera.
Podobnie jak jej mąż, Marie Brockmann-Jerosch również interesowała się ekosystemami i ich przemianami. Jej praca nad historią flory alpejskiej z epoki lodowcowej spotkała się z międzynarodowym zainteresowaniem i została później w dużej mierze potwierdzona przez następne badania. Choć w nowej roli gospodyni domowej i matki – jak sama to określiła w 1928 r. – „czas wolny był oczywiście bardzo ograniczony”, pozostawała aktywna naukowo. Do pierwszego wydania podstawowego dzieła Schroetera Pflanzenleben der Alpen z 1908 roku napisała rozdział poświęcony historii flory alpejskiej. Rozdział, który wraz z mężem całkowicie przerobiła na potrzeby poprawionego drugiego wydania dzieła z 1926 roku. Ale publikowała nie tylko o Alpach, również o szacie roślinnej Jamajki, i brała udział w drugiej międzynarodowej wyprawie fitogeograficznej (1913) do Stanów Zjednoczonych Ameryki.
Po śmierci w wypadku samochodowym męża w 1939 roku objęła po nim stanowisko kustosza Instytutu Geobotanicznego Rübel w Zurychu i prowadziła wykłady na uczelni. Na kilka tygodni przed śmiercią ukazała się biografia jej mentora – Alberta Heima, którą napisała wspólnie z Helene Heim oraz Arnoldem Heimem.